# Ernst Bassermann

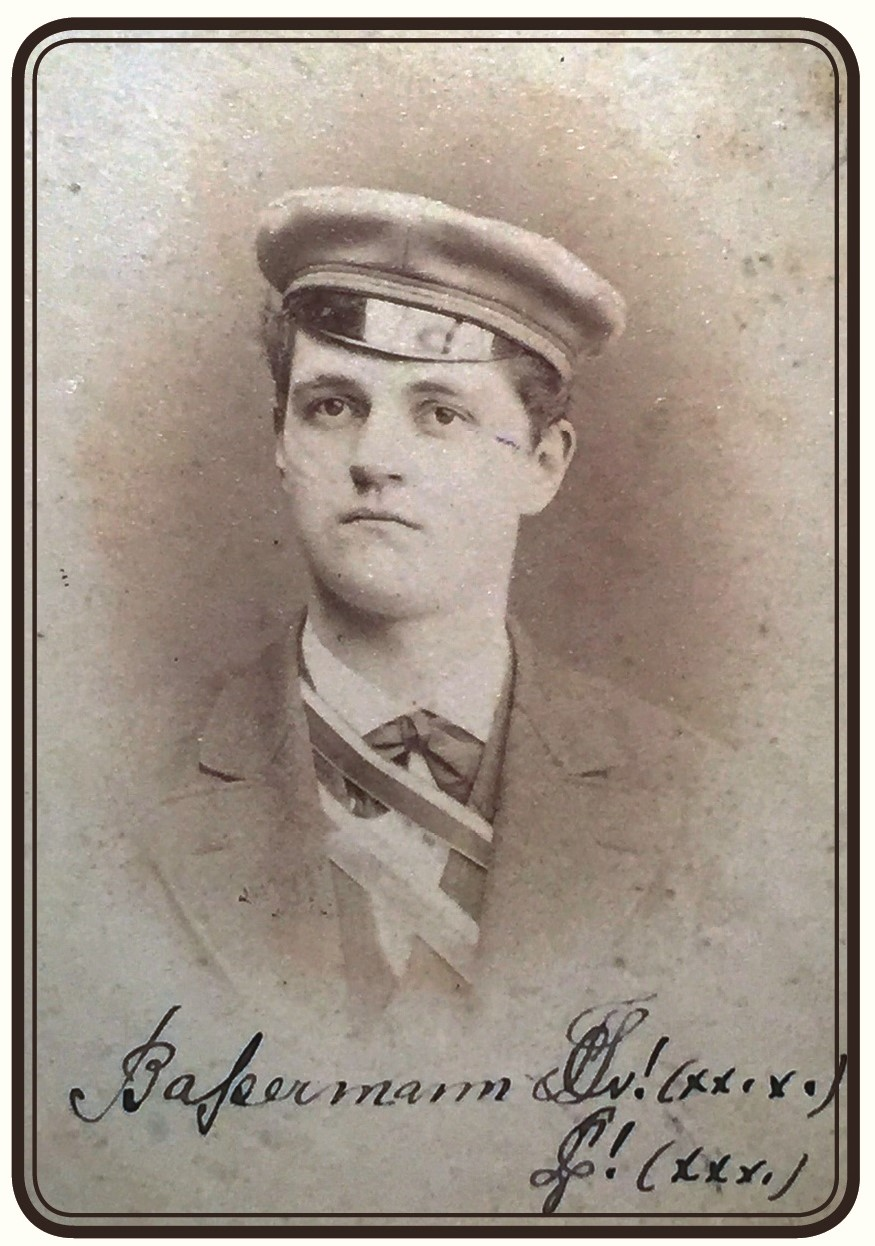
Ernst Bassermann in 1874 in het uniform van het Corps Lusatia Leipzig

Ernst Bassermann (Wolfach 26 juli 1854 - Baden-Baden 24 juli 1917) was een Duits advocaat en politicus. Hij was fractievoorzitter van de Nationalliberale Partei (NLP).

## Biografie
Hij was de zoon van Anton Bassermann (1821-1897), rechtbankvoorzitter en lid van de landdag van het groothertogdom Baden. 
Ernst Bassermann studeerde rechten, eerst aan de Ruprecht-Karls-universiteit te Heidelberg en daarna aan de Universiteit Leipzig. Na het voltooien van zijn studie had hij een jaar lang dienst bij de Pruisische cavalerie. In 1880 opende hij een eigen advocatenkantoor in Mannheim en trad een jaar later in het huwelijk met de bankiersdochter Julie Ladenburg (1860-1940) die allerlei activiteiten ontplooide in de vrouwenbeweging. 
In 1887 werd Bassermann in de gemeenteraad van Mannheim gekozen; in 1893 deed hij namens de Nationalliberale Partei zijn intrede in de Rijksdag. Een jaar later werd hij in het partijbestuur van de NLP gekozen en 1898 werd hij fractievoorzitter. Bassermann streefde in die laatste functie nauwe samenwerking van de conservatieven en andere liberale partijen na. Hij steunde over het algemeen de politiek van de opeenvolgende rijksregeringen. Pogingen van de progressief-liberale partijen om de NLP los te weken uit het samenwerkingsverband met de conservatieven in de hoop een centrumlinkse samenwerking tot stand te brengen waar ook de Sozialdemokratische Partei Deutschlands (SPD) deel van zou moeten uitmaken ("Von Bassermann bis Bebel") stuitte op verzet van Bassermann die bang was dat hij hiermee de rechtervleugel van de NLP van zich zou vervreemden. 
In 1905 werd Bassermann gekozen tot voorzitter van de NLP en zette zich in voor de vorming van een regering van NLP met de conservatieve partijen onder leiding van rijkskanselier Bernhard Fürst von Bülow. Von Bülow kwam in 1909 als gevolg van de Daily Telegraph-affaire ten val en onder rijkskanselier Theobald von Bethmann Hollweg maakte de NLP onder Bassermann deel uit van de oppositie. De NLP ondersteunde evenwel de bewapeningspolitiek van de rijksregering.

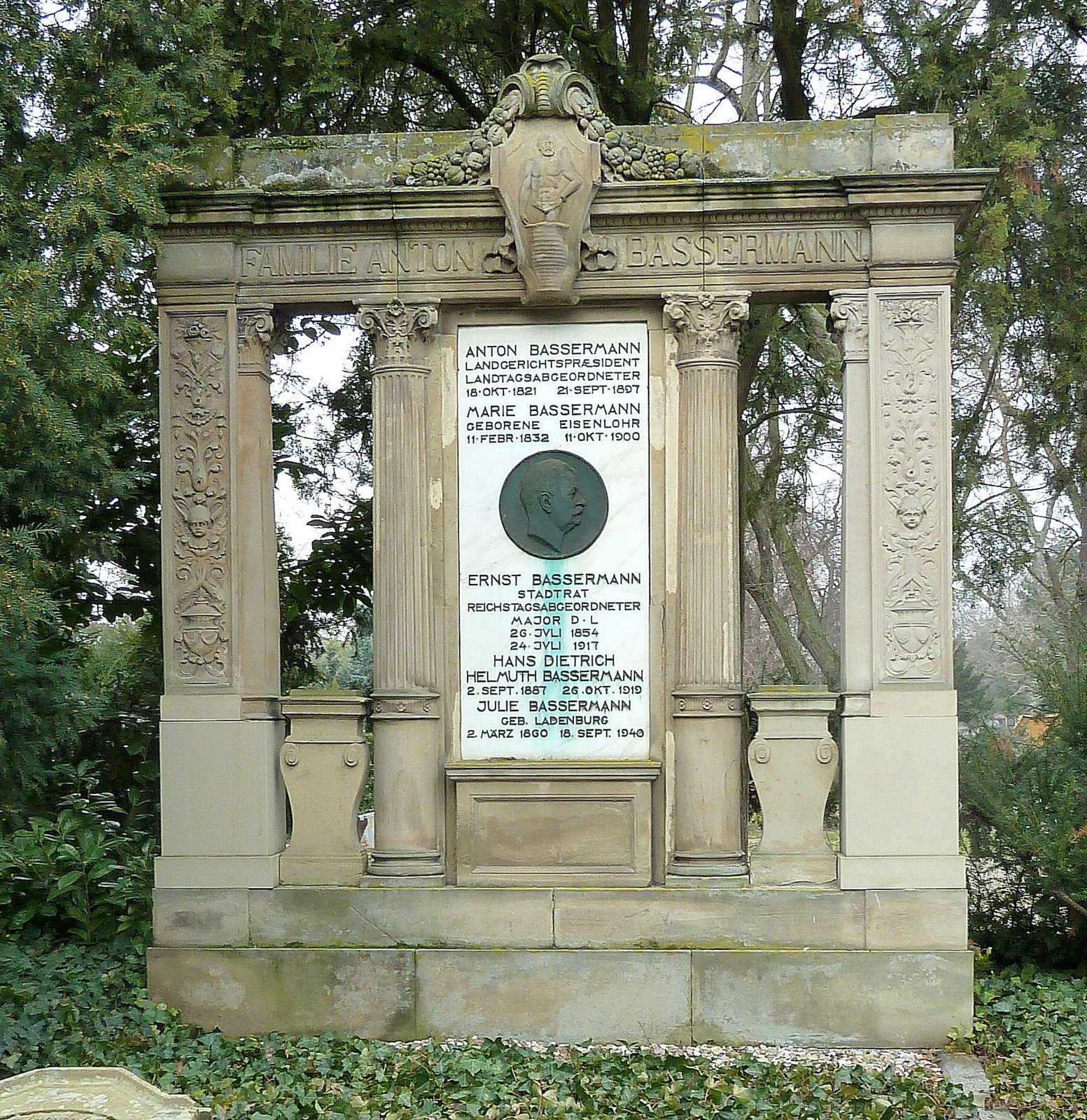
Het familiegraf in Mannheim

Bij het aanbreken van de Eerste Wereldoorlog in 1914 trad Bassermann in militaire dienst en diende als kapitein, later als majoor aan het Westfront. In 1915 werd hij militair rechter bij het gardecorps in Berlijn. Samen met Gustav Stresemann behoorde Bassermann tot de grootste voorstanders van de annexionistische van het leger en onderhield nauwe betrekkingen met leidende militairen. In 1917 steunde hij de onbeperkte onderzeebotenoorlog (U-Boot-Krieg), tegelijkertijd riep hij de regering op hervormingen door te voeren.
In februari 1917 legde hij zijn rijksdagmandaat neer en trok zich terug uit het politieke leven. Hij overleed enige maanden later op 63-jarige leeftijd. 
Zijn vrouw, Julie Bassermann-Ladenburg (1860-1940), was na de Eerste Wereldoorlog voor de Deutsche Volkspartei (DVP) lid van de gemeenteraad van Mannheim.

## Werken
- Wilhelm Bassermann, 1744–1811, Kaufmann in Heidelberg, und seine Nachkommen. Haas, Mannheim 1905
- Nachrichten über die Familie Frohn nebst Mitteilungen über die Familie Kußell und von Heiligenstein. Haas, Mannheim 1906